# Challenger de Bratislava 2021
El torneo Slovak Open 2021 fue un torneo profesional de tenis. Perteneció al ATP Challenger Series 2021. Se disputó en su 22.ª edición sobre superficie tierra batida, en Bratislava, Eslovaquia entre el 07 al el 13 de junio de 2021.

## Jugadores participantes del cuadro de individuales
| Favorito | País                        | Jugador                  | Rank1 | Posición en el torneo |
| -------- | --------------------------- | ------------------------ | ----- | --------------------- |
| 1        | Bandera de Eslovaquia       | Norbert Gombos           | 81    | Segunda ronda         |
| 2        | Bandera de Argentina        | Federico Coria           | 94    | Segunda ronda         |
| 3        | Bandera de Bolivia          | Hugo Dellien             | 124   | Primera ronda         |
| 4        | Bandera de Eslovaquia       | Jozef Kovalík            | 127   | Segunda ronda         |
| 5        | Bandera de los Países Bajos | Tallon Griekspoor        | 131   | CAMPEÓN               |
| 6        | Bandera de Argentina        | Juan Manuel Cerúndolo    | 147   | Segunda ronda         |
| 7        | Bandera de Eslovenia        | Blaž Rola                | 155   | Primera ronda         |
| 8        | Bandera de Portugal         | Frederico Ferreira Silva | 168   | Segunda ronda         |

- 1 Se ha tomado en cuenta el ranking del 31 de mayo de 2021.

### Otros participantes
Los siguientes jugadores recibieron una invitación (wild card), por lo tanto ingresan directamente al cuadro principal (WC):
- Miloš Karol
- Lukáš Klein
- Alex Molčan

Los siguientes jugadores ingresan al cuadro principal tras disputar el cuadro clasificatorio (Q):
- Duje Ajduković
- Uladzimir Ignatik
- Vít Kopřiva
- Jiří Lehečka

## Campeones

### Individual Masculino
- Tallon Griekspoor derrotó en la final a  Sebastián Báez, 7–6(6), 6–3

### Dobles Masculino
- Denys Molchanov /  Aleksandr Nedovyesov derrotaron en la final a  Sander Arends /  Luis David Martínez, 7–6(5), 6–1